# Incendios de la selva amazónica de 2019

Imágenes creadas por la Sonda Infrarroja Atmosférica (AIRS) del satélite Aqua de la NASA, que muestra el monóxido de carbono generado por los incendios en las regiones amazónicas de Brasil desde el 8 al 22 de agosto de 2019.

Los incendios forestales de 2019 en la selva amazónica son una serie de incendios que han afectado principalmente la región de la amazonia legal de Brasil y otras partes del bioma amazónico, como Bolivia y Perú, así como a zonas de otros biomas no amazónicos (bosque tropical húmedo en Paraguay y Argentina) desde la primera semana de enero hasta la primera semana de septiembre de 2019. Estos incendios, comparados con las cifras de incendios anteriores del mismo periodo de año, muestran un pico alarmante de incendios en la selva amazónica desde 2010.
El Instituto Nacional de Investigaciones Espaciales de Brasil (INPE) informó por primera vez sobre el aumento de las tasas de incendios en junio y julio de 2019 mediante sistemas de vigilancia por satélite, pero la atención internacional se centró en la situación en agosto de 2019, cuando la NASA corroboró los hallazgos del INPE.
Desde el 1 enero hasta el 1 de septiembre de 2019, el INPE ha reportado 91.893 incendios en todo Brasil, lo que representa un aumento interanual del 67 %. Asimismo, el INPE ha reportado 20.266 incendios forestales en Bolivia, representado un aumento interanual del 76 %, 14.469 incendios en Colombia representando una disminución interanual del 12 %, 397 incendios en Ecuador representando una disminución interanual del 48 %, 903 incendios en Guyana representando un aumento interanual del 141 %, 11 incendios en Guayana Francesa representando un aumento interanual del 10 %, 7.476 incendios en Perú representando un aumento interanual del 44 % y finalmente 162 incendios reportados en Suriname representado un aumento interanual del 121 %.
Estos incendios ocurren en temporadas de sequía, donde la tala y quema de árboles busca la obtención de recursos naturales para la industria maderera, además del despeje del bosque para dar paso a actividades de ganadería, agricultura y explotación minera. La remoción del bosque para dar paso a la ganadería fue la principal causa de deforestación en la Amazonia Brasileña desde mediados de la década de 1960.
La tala y quema de árboles en la amazonia es una actividad generalmente ilegal dentro de estas naciones, sin embargo la aplicación de la protección del medio ambiente ha sido generalmente débil.
El humo consecuencia de los incendios ha afectado a los estados brasileños de Amazonas, Acre, Mato Grosso, Mato Grosso del Sur y Rondônia. Asimismo, el cielo de la ciudad de São Paulo fue cubierto por el humo provocando una oscuridad general hacia la tarde del 19 de agosto. El humo afectó también a varias áreas de Perú y Bolivia.

## Antecedentes

### En Brasil

#### Incendios Forestales en Brasil anteriores
El papel de Brasil en la deforestación de la selva amazónica ha sido un tema importante desde la década de 1970, ya que el 60% de la Amazonia está contenida en Brasil, designada como la Amazonia Legal de Brasil. Desde la década de 1970, Brasil ha consumido aproximadamente el 12 % de la selva, lo que representa aproximadamente 77.7 millones de hectáreas de la Amazonia.[cita requerida]
| Incendios Forestales en Brasil Legal |                                                                  |
| --- | ---------------------------------------------------------------- |
| Gráfico no disponible temporalmente debido a problemas técnicos. |                                                                  |
| Nota: Los datos han sido extraídos del Instituto Nacional de Investigaciones Espaciales de Brasil. Serie histórica del total de focos activos detectados por el satélite de referencia en el período comprendido entre 1998 y 2018. |                                                                  |
| | Gráfico no disponible temporalmente debido a problemas técnicos. |

#### Contexto reciente

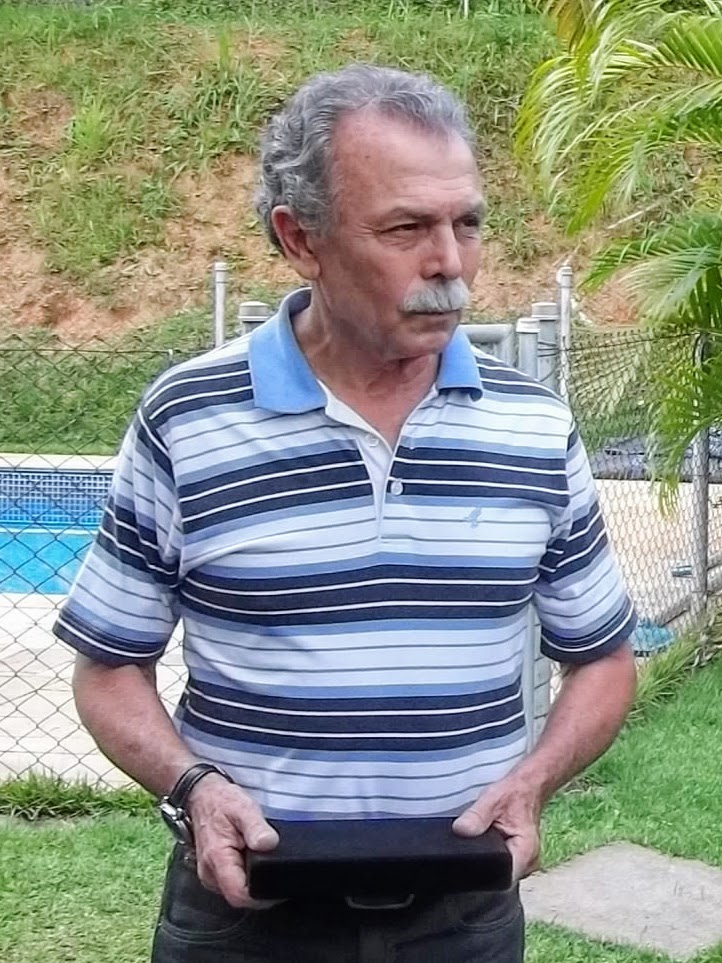
Ricardo Galvão, director del INPE, fue despedido por el presidente Bolsonaro luego de un informe sobre el avance de la deforestación el 2 de agosto de 2019.

El 8 de mayo de 2019 los ocho ex ministros de Medio Ambiente de Brasil, José Carlos Carvalho, Carlos Minc, Marina Silva, Rubens Ricupero, Izabella Teixeira, Sarney Filho y Edson Duarte, acusaron al presidente Jair Bolsonaro de desmantelar la política ambiental de Brasil.
Una investigación publicada el 2 de julio de 2019 en The Guardian reveló que varias compañías dentro de la cadena productiva de carne para exportación de la empresa de alimentación brasileña JBS son potencialmente responsables de la deforestación de 28 000 a 32 000 hectáreas de bosque amazónico. Las personas son la causa principal de incendios en la Amazonia.
El 2 de agosto de 2019, el presidente Bolsonaro despidió al entonces director del Instituto Nacional de Investigaciones Espaciales (INPE, acrónimo en portugués) de Brasil, Ricardo Galvão, luego de las declaraciones sobre un informe sobre el avance de la deforestación en la amazonia brasileña. Algunos medios de prensa como Mother Jones (EE. UU.), The Guardian (Reino Unido) o Gestión (Perú), han publicado notas periodísticas que relacionan los incendios de la selva amazónica de Brasil con las políticas de desregulación ambiental del gobierno de Bolsonaro.

## Desarrollo

### En Brasil

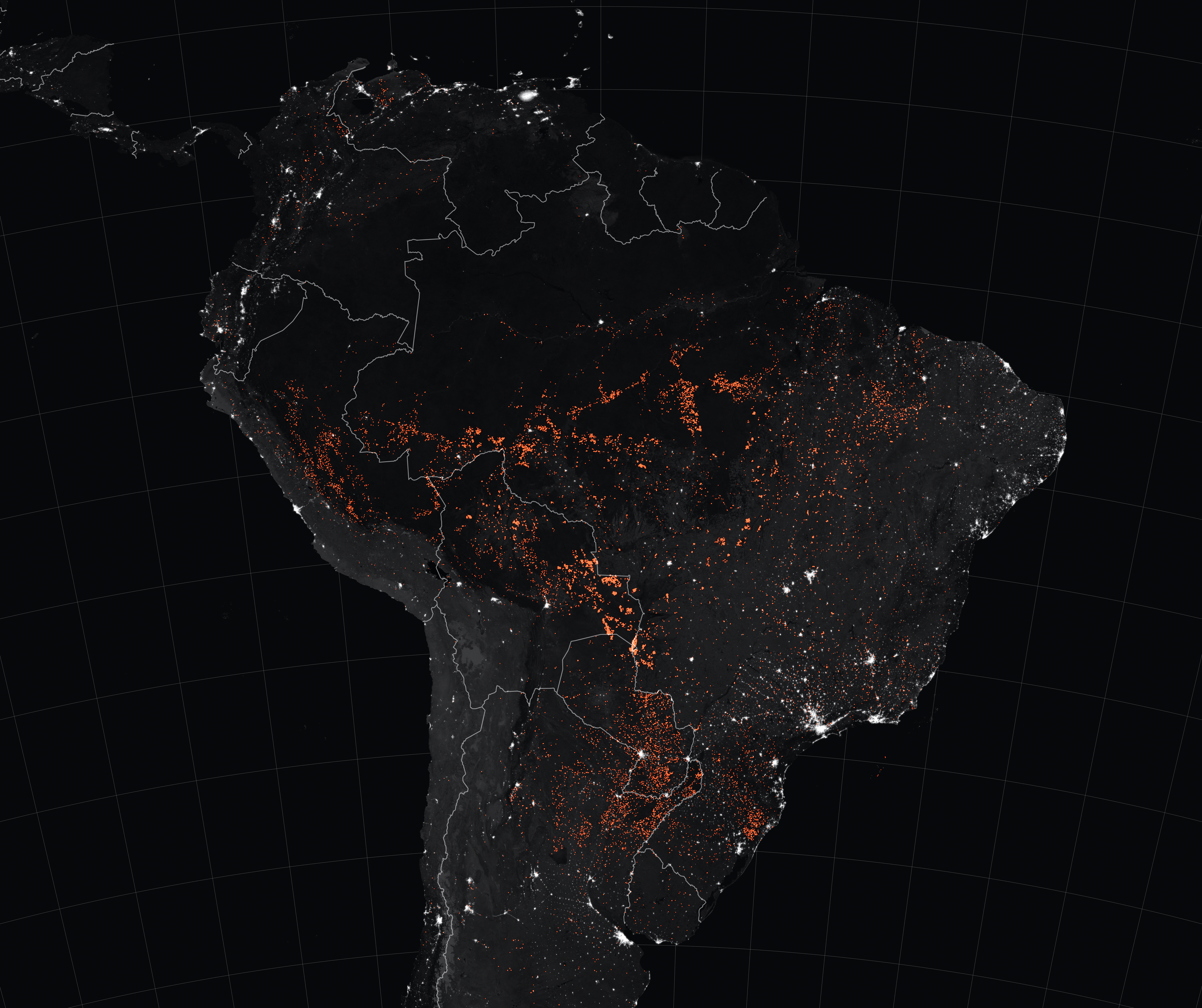
Incendios activos en la Amazonia a fecha de 22 de agosto de 2019

A principios de mes, el 5 de agosto, el diario Folha do Progresso publicaba un llamado de los agricultores locales a realizar una quema para iniciar el cultivo de la tierra; días después se incrementarían los incendios.
Los primeros indicios de los incendios se registraron el 15 de junio, cuando, a través de imágenes satelitales, se contaban más de 9000 focos de incendio en la región del estado de Amazonas.
El 19 de agosto, el humo generado, a la par de un frente frío, generaron que los contaminantes se posaran sobre la ciudad de São Paulo, provocando un oscurecimiento del cielo durante la tarde de aquel día.
Según el Instituto Nacional de Investigación Espacial del Brasil (INPE), desde el comienzo de 2019 hasta el 20 de agosto, dichos incendios sumarían un total de 72 843, quedando considerablemente por debajo de la media anual de los últimos veintiún años. Las áreas quemadas representan un 83 % más que las pérdidas por esta misma razón durante el mismo periodo de 2018.
Hasta el 20 de agosto, el Instituto de Pesquisa Ambiental da Amazônia calcula más de 190 kilómetros cuadrados de áreas selváticas quemadas o dañadas en el estado de Acre en Brasil.
Según un informe del INPE de 8 de septiembre, solamente en agosto se perdió un total de 1698 km² de cobertura vegetal en la amazonia brasileña, un 222 % más que en agosto de 2018 (526 km²).

### En Bolivia
El incendio forestal en Bolivia de 2019 hace referencia a una serie de incendios ocurridos entre julio y octubre de 2019, considerado como uno de los más graves desastres ecológicos en los últimos 10 años.
Los incendios se localizaron en las regiones tropicales del bosque Chiquitano —considerado como un bien público de nuestro planeta—, la Amazonia boliviana y el Pantanal occidental, que afectó a poblaciones como Roboré, Puerto Busch y San Ignacio de Velasco de entre las ocho regiones implicadas directamente en el departamento de Santa Cruz y también en el departamento del Beni en Bolivia. Así mismo puso en peligro reservas municipales como Tucabaca, el Parque nacional Noel Kempff Mercado o Ñembi Guasu, territorio de pueblos ayoreos no contactados. Este evento significó la pérdida de cinco millones de hectáreas de bosque seco de la Chiquitanía cuya vocación de suelo es forestal y que en los últimos años está siendo convertido en suelo de producción agropecuaria sin consulta previa con las comunidades que habitan la región.

### En Perú
Según el Centro de Operaciones de Emergencia Regional (COER), el humo de los incendios en Brasil llegó a las provincias de Tambopata y Tahuamanu en la región Madre de Dios de Perú. El Instituto Nacional de Investigación Espacial del Brasil informó a las autoridades regionales sobre quince focos de calor en el distrito de Iñapari, que hace límite con el estado de Acre, en Brasil. El Gobierno del Perú declaró el estado de alerta el 22 de agosto de 2019 y movilizó a más de 200 guardaparques del Servicio Nacional de Áreas Naturales Protegidas por el Estado.
De acuerdo al Instituto Nacional de Defensa Civil (INDECI), en Perú se registraron 128 incendios forestales en agosto de los cuales la mayor parte fue en las regiones de Cusco (30) y Ayacucho (14). De acuerdo a un reporte de Global Forest Watch Fires basado en imágenes digitales, del 1 de enero al 21 de agosto de 2019 se registraron 39687 incendios y focos de calor en Perú de los cuales 57% ocurrieron en las regiones amazónicas de Perú.
El gobierno del Perú ofreció ayuda a Bolivia y envió dos helicópteros Mi-17 contraincendios el 28 de agosto de 2019.

### Cronología
- 5 de agosto, una nota publicada en un periódico de Pará hace un llamado a un Día do Fogo (Día del Fuego).[40] Esa noche, generales de las Fuerzas Armadas de Brasil afirman que el país se encuentra bajo un ataque indirecto de naciones extranjeras usando un discurso de conservación ambiental para apoderarse de la amazonia.[41]
- 7 de agosto, el portavoz de la Presidencia de Brasil, el general Otavio Rego Barros, declaró que no esperan un boicot internacional a los productos brasileños por el aumento de la deforestación.[42]
- 9 de agosto, Amazonas declaró el estado de emergencia en el sur del territorio y en su capital Manaus.[43]
- 19 de agosto, los humos de los incendios llegan a la región de Puerto Maldonado en Perú.[44]
- 21 de agosto, el presidente Bolsonaro insinúa que las ONG ambientales están detrás de las quemas.[45]
- 26 de agosto, el líder indígena Raoni Metuktire, jefe del pueblo Kayapó de Mato Grosso y Pará, se reúne en Biarritz con el presidente de Francia Emmanuel Macron para pedir ayuda por los incendios en la amazonía brasileña.[46]
- 23 de agosto, Acre declaró el estado de emergencia.[47]
- 27 de agosto, los humos de los incendios llegan a Uruguay.[48]
- 28 de agosto, el presidente Bolsonaro firmó un decreto que prohíbe las quemas en todo Brasil durante dos meses.[49]
- 30 de agosto, la transnacional VF Corporation declaró que no comprará cuero de Brasil hasta que se asegure que el origen del mismo no genere daños al medio ambiente.[50][51]

## Reacciones

### En Brasil

#### Gobierno Federal de Brasil
El gobierno estatal de Amazonas declaró estado de emergencia el 12 de agosto, mientras que el gobierno federal acusa de tendenciosas sus declaraciones.
El presidente de Brasil, Jair Bolsonaro, se ha negado a recibir ayuda internacional para controlar los incendios y ha declarado que estos fueron provocados por ONG que tratan de llamar la atención sobre sus políticas ambientales.
Ante las críticas y anuncios de distintos líderes mundiales, el ministro de Medio Ambiente brasileño, Ricardo Salles, calificó como «tontería» la afirmación de que la Amazonía pertenece a la humanidad y reivindicó la soberanía del Brasil sobre dicha zona.

#### Fuerzas armadas
Según las Fuerzas Armadas brasileñas, Brasil es objeto de un «ataque indirecto» de naciones extranjeras, en formato de guerra híbrida, con el objetivo de desestabilizar a la nación brasileña y alimentar una futura invasión del territorio nacional. Esta guerra híbrida implicaría el uso de noticias falsas —como el uso de imágenes falsas y datos manipulados— y pseudociencia —como afirmar que el Amazonas es el «pulmón del mundo»—, para causar pánico y difamar al estado brasileño y a la población brasileña.

#### Sociedad civil
La Asociación Brasileña de Productores de Soja (Aprosoja Brasil) se ha opuesto a la práctica de la quema y los ha clasificado como criminales.
El líder indígena Raoni Metuktire fue a Europa y denunció el aumento de la deforestación y la quema en la Amazonía brasileña. Al final de la cumbre del G7, el jefe de Caiapó se reunió con el presidente francés Emmanuel Macron en Biarritz. En la reunión, pidió ayuda para la preservación del medio ambiente y declaró que el presidente Jair Bolsonaro "incitó a los agricultores y a las compañías mineras a quemar el Amazonas".

### Cumbre Presidencial por la Amazonía
La Cumbre Presidencial por la Amazonía se realizó el 6 de septiembre de 2019 en la ciudad de Leticia, Colombia. La reunión se realizó luego que varios países están siendo afectados por incendios forestales en la Amazonia.

### Acciones de G7
Los países del G-7 (Estados Unidos, Gran Bretaña, Francia, Alemania, Italia, Japón y Canadá) donaron $ 20 millones para ayudar a combatir los incendios ocurridos en 2019, pero el presidente Bolsonaro se negó a aceptar el dinero a menos que el presidente de Francia Macron se disculpe por el comentario: “Nuestra casa está en llamas. Literalmente", y exhortó,"Miembros de la Cumbre del G7, ¡discutamos este primer pedido de emergencia en dos días!" Erizado por la exhortación de Macron, Bolsonaro escribió en Twitter : "La sugerencia del presidente francés de que los temas de Amazonas se discutan en el G-7 sin la participación de los países de la región evoca una mentalidad colonialista que está fuera de lugar en el siglo XXI".

## Manifestaciones y protestas

### En Brasil

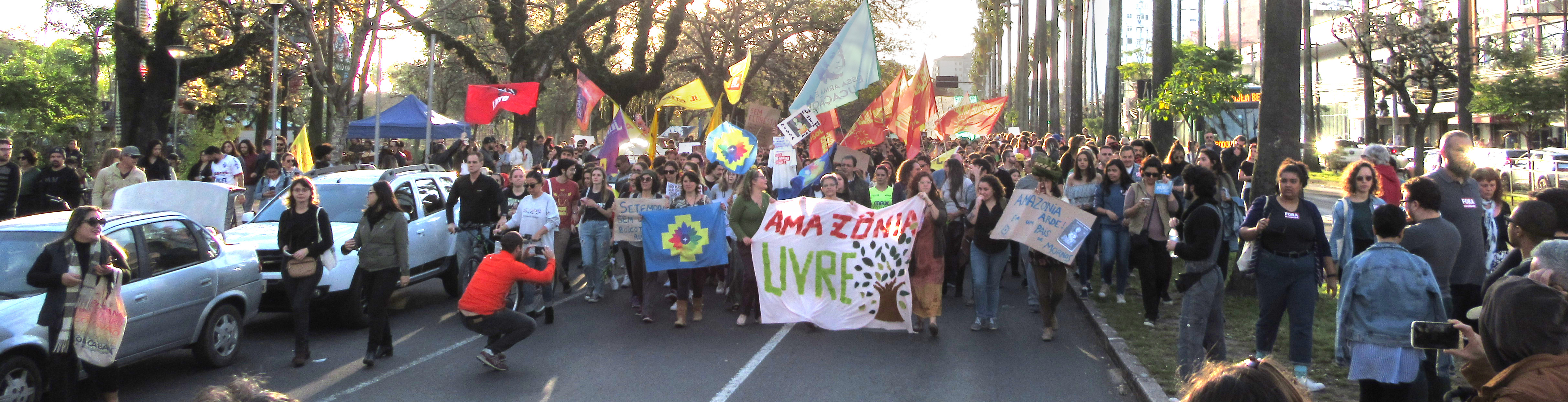
Manifestación del 24 de agosto contra la política ambiental del gobierno de Bolsonaro y la protección de la Amazonia, durante los incendios de la selva de 2019, en Porto Alegre.

Las redes sociales convocaron protestas en varias ciudades brasileñas y en todo el mundo. Las protestas tuvieron lugar en al menos 47 ciudades de los 24 estados de todo el país. Los manifestaciones criticaron la política ambiental del Gobierno Federal, o la falta de ella, y defendieron la preservación de la Amazonia. Las palabras clave más utilizadas fueron: "Amazônia fica, Bolsonaro sai" (Amazonía se queda, Bolsonaro se va).

### Boicots contra Brasil
VF Corporation, que posee 18 marcas de calzado y accesorios como Vans, The North Face, Timberland, Kipling y Dickies, ha suspendido la adquisición de cuero brasileño. Según la compañía, solo volvería a importar productos brasileños cuando existiera «la certeza de que los materiales utilizados en nuestros productos no contribuyen al daño ambiental en el país».
El banco nórdico Nordea, uno de los bancos más grandes del norte de Europa, ha suspendido la adquisición de bonos gubernamentales por parte del gobierno brasileño. La decisión se debe a la respuesta del gobierno brasileño a la crisis ambiental. A finales de agosto de 2019, Nordea Asset Management tenía aproximadamente 100 millones de euros en valores brasileños. Finlandia, que actualmente preside la Unión Europea, hizo un llamado para prohibir la carne de Brasil.
Según Blairo Maggi, uno de los mayores exportadores de soja de Brasil, exsenador, exgobernador de Mato Grosso y ex ministro de Agricultura, Ganadería y Abastecimiento, las ventas brasileñas pueden verse afectadas por la quema, explicó que el comprador internacional está cada vez más exigente con la preservación, dijo, «la retórica del gobierno empujará a los agronegocios al punto de partida».
Katia Abreu, ranchera, senadora y exministra de agricultura, ganadería y alimentación, dijo que algunos de los discursos del presidente perjudicaron a los agronegocios. Según ella, el discurso de Bolsonaro es antimercado y «los agricultores que están felices hoy llorarán mañana».

## Controversia mediática
De acuerdo a la revista Mother Jones, las tres fotos más compartidas en grupos sociales acerca de los incendios son falsas. El presidente Emmanuel Macron, de Francia, por ejemplo, difundió una foto de un fotógrafo que falleció en 2003; Le Nouvel Observateur de Francia le llamó désinformation. El presidente Bolsonaro llamó "fotos falsas" a lo de Macron. Agence France Presse, El Comercio de Perú, y O Globo de Brasil todos publicaron guías para identificar algunas de las falsas fotos.